# رز باتلاق
رز باتلاق(نام علمی: Rosa palustris) نام یک گونه از سرده رز است.